# 异剥辉石橄榄岩

异剥辉石橄榄岩是由橄欖石和單斜輝石的混合

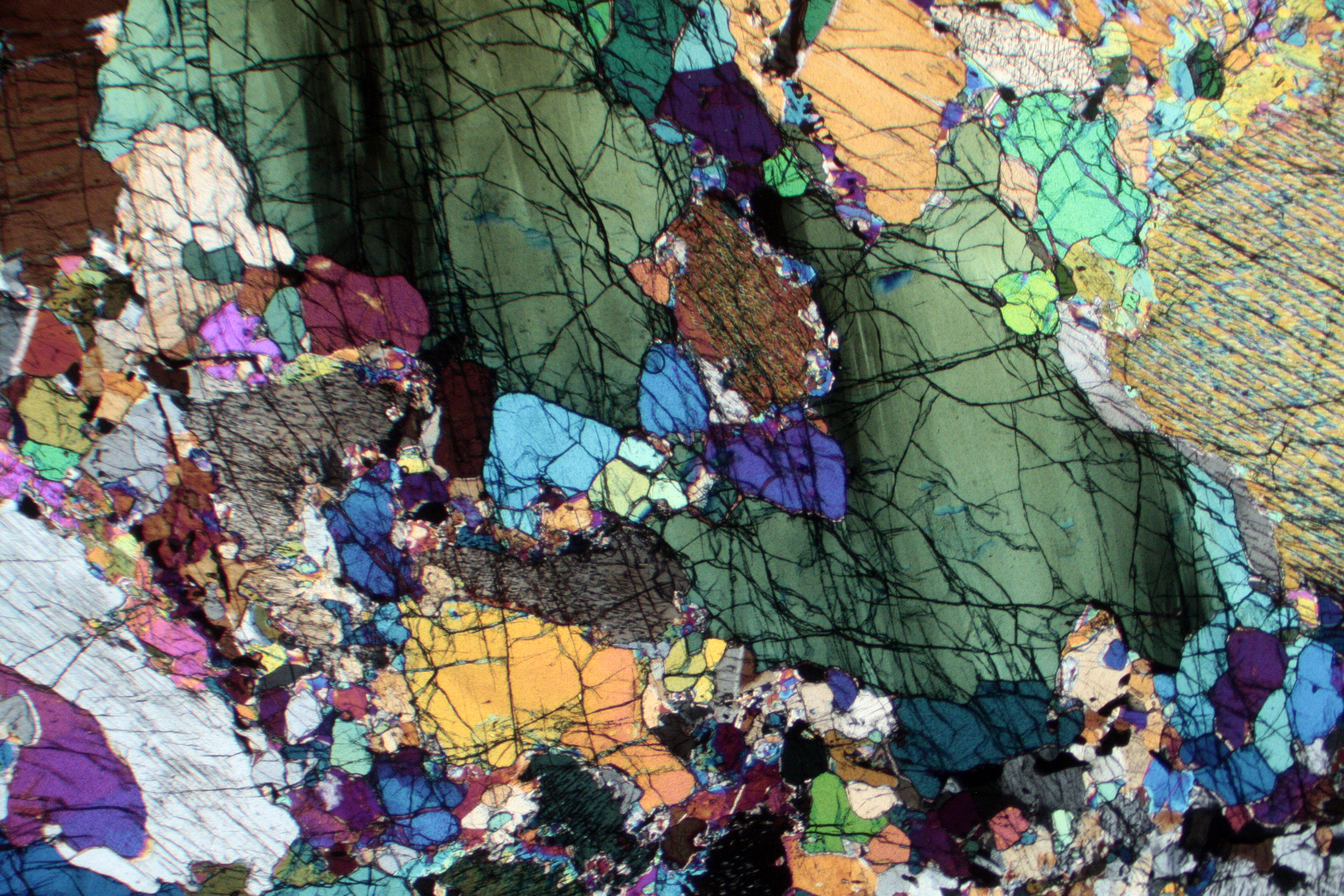
在交叉偏光鏡下的异剥辉石橄榄岩岩石薄片

异剥辉石橄榄岩（英語：Wehrlite） 是一種超基性岩石，是橄欖石和單斜輝石的混合物。 它是橄欖岩的一種， 含
高達百分之幾的斜方輝石。 副礦物包括鈦鐵礦、鉻鐵礦、磁鐵礦和含鋁礦物（斜長石、尖晶石或石榴石）。 

### 產狀
异剥辉石橄榄岩的產狀有兩種：其一為蛇綠岩中的地幔 捕虏岩， 另一種是輝長岩和蘇長岩層狀侵入岩中的火成堆積岩 。 一些隕石也可以歸類為异剥辉石橄榄岩（例如 NWA 4797）。Wehrlite 是以 Alois Wehrle 的名字而命名的。 他於1791年出生在捷克共和國的克羅梅日什，曾任匈牙利礦業學校的教授。